# Entertain You
Entertain You è un singolo del gruppo symphonic metal olandese Within Temptation, pubblicato l'8 maggio 2020.

## Pubblicazione
Negli ultimi giorni di aprile 2020 i Within Temptation hanno annunciato l'uscita del primo singolo dalla pubblicazione del loro sesto album, Resist. Tale singolo, intitolato Entertain You, doveva essere pubblicato durante il Worlds Collide Tour con gli Evanescence, ma dopo la posticipazione di quest'ultimo a causa della pandemia di COVID-19, è stato pubblicato l'8 maggio 2020. Entertain You è il primo di una serie di singoli che saranno pubblicati tra il 2020 e il 2021 e poi inclusi nel settimo album della band.

## Descrizione
Secondo la cantante Sharon den Adel, frontwoman del gruppo, il testo è incentrato sulla "necessità" di giudicare gli altri, che per l'appunto "non si trovano lì per intrattenere", per "nascondere la propria miseria o semplicemente soddisfare un proprio bisogno personale". L'obiettivo del brano sarebbe quindi quello di spingere a "guardarsi allo specchio prima di giudicare gli altri".

## Video musicale
Il video musicale ufficiale è stato pubblicato sul canale YouTube del gruppo il 26 maggio 2020.

## Tracce
Testi di Sharon den Adel e Robert Westerholt, musiche di Sharon den Adel e Daniel Gibson.
1. Entertain You – 3:31

## Formazione
- Sharon den Adel – voce
- Daniel Gibson – voce secondaria, produzione
- Jeroen van Veen – basso
- Mike Coolen – batteria
- Ruud Jolie – chitarra
- Stefan Helleblad – chitarra
- Martijn Spierenburg – tastiere
- Martijn Swier – management
- Mathijs Tieken – produzione
- Zakk Cervini – mastering, missaggio